# Kanumarathon-Weltmeisterschaften 1988
Die 1. Kanumarathon-Weltmeisterschaften fanden am 24. Juli 1988 im britischen Nottingham statt. Die Länge der Strecke betrug 42 Kilometer. Der austragende Verband war die ICF.
Es wurden vier Wettbewerbe für Männer und zwei Wettbewerbe für Frauen ausgetragen. 

## Medaillengewinner

### Herren

#### Canadier
| Disziplin | Gold                                            | Zeit      | Silber                                       | Zeit      | Bronze                                    | Zeit      |
| --------- | ----------------------------------------------- | --------- | -------------------------------------------- | --------- | ----------------------------------------- | --------- |
| C1        | Ungarn Pál Pétervári                            | 4:16:14 h | Ungarn Gabor Kolozsvari                      | 4:19:53 h | Dänemark Stig Jeppesen                    | 4:30:53 h |
| C2        | Vereinigtes Königreich Steve Train Andrew Train | 3:46:21 h | Dänemark Arne Nielsson Christian Frederiksen | 3:48:21 h | Polen Andrzej Kaminski Krzysztof Głowacki | 3:49:57 h |

#### Kajak
| Disziplin | Gold                            | Zeit      | Silber                                          | Zeit      | Bronze                                | Zeit      |
| --------- | ------------------------------- | --------- | ----------------------------------------------- | --------- | ------------------------------------- | --------- |
| K1        | Australien John Jacoby          | 3:38:16 h | Schweden Stefan Gustafsson                      | 3:38:18 h | Niederlande Erik Onnekes              | 3:38:19 h |
| K2        | Dänemark Thor Nielsen Lars Koch | 3:19:31 h | Vereinigtes Königreich Ivan Lawler Graham Burns | 3:23:18 h | Australien Robert Edgar Chris Barnett | 3:23:28 h |

### Damen

#### Kajak
| Disziplin | Gold                                 | Zeit      | Silber                              | Zeit      | Bronze                                | Zeit      |
| --------- | ------------------------------------ | --------- | ----------------------------------- | --------- | ------------------------------------- | --------- |
| K1        | Australien Janet Hall                | 4:06:43 h | Ungarn Anna Polgar                  | 4:08:15 h | Polen Beata Lewicka                   | 4:10:51 h |
| K2        | Australien Gayle Mayes Denise Cooper | 3:48:10 h | Ungarn Katalin Lakatos Erika Janosi | 3:51:59 h | Polen Miroslava Switalska Renata Oles | 3:52:30 h |

## Medaillenspiegel
| Rang   | Nation                 | Gold | Silber | Bronze | Gesamt |
| ------ | ---------------------- | ---- | ------ | ------ | ------ |
| 1      | Australien             | 3    | 0      | 1      | 4      |
| 2      | Ungarn                 | 1    | 3      | 0      | 4      |
| 3      | Dänemark               | 1    | 1      | 1      | 3      |
| 4      | Vereinigtes Königreich | 1    | 1      | 0      | 2      |
| 5      | Schweden               | 0    | 1      | 0      | 1      |
| 6      | Polen                  | 0    | 0      | 3      | 3      |
| 7      | Niederlande            | 0    | 0      | 1      | 1      |
| Gesamt | Gesamt                 | 6    | 6      | 6      | 18     |